# ジウダ・アルンス
ジウダ・アルンス・ニューマン（Zilda Arns Neumann、1934年8月25日 – 2010年1月12日）は、 ブラジルのサンタカタリーナ州Forquilhinha出身の小児科医、人道支援活動家。兄にサンパウロ大司教区の枢機卿を務め、ブラジルにおける軍事政権の独裁に反対したパウロ・エヴァリスト・アルンスがいる。
アルンスはカトリックにおける貧しい子供へのパストラルケアの創始者であり、30年以上の間大人も含む貧しい人への人道支援を継続して行い、ノーベル平和賞の候補に挙げられたこともある。アルンスは2010年1月12日に発生したハイチ地震により亡くなったが、アルンスの死亡当時の周囲の状況などは未だにわかっていない。死後5年後にサンパウロ大司教区は正式に教区の調査を開始し、彼女を「神の僕」と認めた上で列聖への道を開いた。

## 経歴
ジウダ・アルンスは1934年8月25日にサンタカタリーナ州の田舎町であるForquilhinhaにてドイツ系移民の家系に生まれた。アルンスはガブリエル・アルンス (1890–1965) とヘレネ・アルンス (旧姓:スタイナー、1894–1974)の子供の13人兄弟のうちの一人で、母親は上院議員のフラヴィオ・アルンス(Flávio Arns)の伯母にあたる。
アルンスの両親はまだアルンスが小さかったころ天然痘が流行した際に、父親が馬で近隣の家を回り病人を荷車に載せて3時間の道のりを母親に手配させた近隣の病院に運んだ。このことの両親の無欲の行いの記憶が、アルンスの兄弟たちの多くが教師や聖職者を目指したのも関わらず中、アルンスはひとり医者の道を進むきっかけとなった。
医学をパラナ連邦大学で学んだアルンスは1959年に卒業、地元の幼児の病院に勤務しクリチバの南の郊外にある貧困地域の集団診療所の管理の担当となった。アルンスは人道支援団体であるパストラル・ダ・クリアンサ(Pastoral da Criança)を設立し、世界でも最大級の小児保健、小児栄養団体にまでなった。この団体には26万人ものボランティアが支援を行い、貧困の激しい31万もの都市や地域において乳児死亡率を半分以上減少させることに成功した。このことによりパストラル・ダ・クリアンサは2001年にノーベル平和賞の候補に挙げられた。2006年にはアルンスがノーベル平和賞の候補に挙げられている。
2010年1月12日、アルンスは支援のため訪れていたポルトープランスにてハイチ地震に遭い、75歳で亡くなった。